# Сарнівська сільська рада (Волочиський район)
Са́рнівська сільська́ ра́да — адміністративно-територіальна одиниця та орган місцевого самоврядування в Волочиському районі Хмельницької області. Адміністративний центр — село Сарнів.

## Загальні відомості
Сарнівська сільська рада утворена в 1990 році.
- Територія ради: 25,554 км²
- Населення ради: 684 особи (станом на 2001 рік)
- Територією ради протікає річка Бованець

## Населені пункти
Сільській раді підпорядковані населені пункти:
- с. Сарнів
- с. Куровечка

## Склад ради
Рада складається з 12 депутатів та голови.
- Голова ради: Доскоч Олександр Дмитрович
- Секретар ради: Рудик Тетяна Анатоліївна

### Керівний склад попередніх скликань
| Прізвище, ім'я, по батькові | Основні відомості                                                 | Дата обрання | Дата звільнення |
| --------------------------- | ----------------------------------------------------------------- | ------------ | --------------- |
| Крет Галина Василівна       | Сільський голова, 1949 року народження, член Народної партії      | 26.03.2006   | 31.10.2010      |
| Доскоч Олександр Дмитрович  | Сільський голова, 1958 року народження, освіта вища, безпартійний | 31.10.2010   |                 |

Примітка: таблиця складена за даними сайту Верховної Ради України

### Депутати
За результатами місцевих виборів 2010 року депутатами ради стали:

#### За суб'єктами висування
| Суб'єкт висування | Кількість обраних депутатів | %   |
| ----------------- | --------------------------- | --- |
| Самовисування     | 12                          | 100 |

#### За округами
| № округу | Прізвище, ім'я, по батькові  | Дата визнання обраним | Освіта             | Партійна приналежність | Відомості про обраного депутата                                 |
| -------- | ---------------------------- | --------------------- | ------------------ | ---------------------- | --------------------------------------------------------------- |
| 1        | Бохонок Катерина Сергіївна   | 04.11.2010            | середня            | позапартійна           | тимчасово не працює                                             |
| 2        | Гарник Ольга Юріївна         | 04.11.2010            | вища               | позапартійна           | Сарнівська сільська рада, бухгалтер                             |
| 3        | Сидорчук Надія Григорівна    | 04.11.2010            | середня            | позапартійна           | пенсіонер                                                       |
| 4        | Вознюк Галина Іванівна       | 04.11.2010            | середня            | позапартійна           | тимчасово не працює                                             |
| 5        | Рудик Тетяна Анатоліївна     | 04.11.2010            | середня спеціальна | позапартійна           | Сарнівська сільська рада, секретар                              |
| 6        | Гріневич Валентина Василівна | 04.11.2010            | середня спеціальна | позапартійна           | фермерське господарство «Яструб», бухгалтер                     |
| 7        | Мокрота Наталія Михайлівна   | 04.11.2010            | середня            | позапартійна           | Сарнівський фельдшерсько-акушерський пункт, молодша медсестра   |
| 8        | Деркач Наталія Вікторівна    | 04.11.2010            | середня спеціальна | позапартійна           | Сарнівський фельдшерсько-акушерський пункт, завідувачка         |
| 9        | Гусаревич Аліна Ярославівна  | 04.11.2010            | середня            | позапартійна           | фермерське господарство «Яструб», різноробоча                   |
| 10       | Садовська Ольга Миколаївна   | 04.11.2010            | середня            | позапартійна           | тимчасово не працює                                             |
| 11       | Пелих Раїса Володимирівна    | 04.11.2010            | середня            | позапартійна           | с. Куровечка, фельдшерсько-акушерський пункт, молодша медсестра |
| 12       | Лозінська Олена Миколаївна   | 04.11.2010            | середня спеціальна | позапартійна           | тимчасово не працює                                             |